# Шапкин, Тимофей Тимофеевич
Тимофе́й Тимофе́евич Ша́пкин (5 марта 1885, хутор Семимаячный, станица Верхнекундрюченская, Область Войска Донского — 22 марта 1943, Ростов-на-Дону) — советский военачальник, генерал-лейтенант (1940 год).

## Биография
Родился в казачьей семье  на хуторе Семимаячный станицы Верхнекундрюченская Первого Донского округа области Войска Донского, ныне Грушево-Дубовского сельского поселения Белокалитвинского района Ростовской области.

### Довоенное время
В сентябре 1906 года был призван в ряды Русской императорской армии и направлен в Донской 8-й казачий полк, дислоцированный в Одессе, где служил рядовым, урядником и вахмистром.
В 1907 году закончил полковую школу 8-го Донского казачьего полка.

### Первая мировая и гражданская войны
В Первую мировую войну принимал участие в боевых действиях на Западном фронте. В январе 1916 года был направлен на ускоренный курс Новочеркасского казачьего училища, по окончании которого был направлен в 8-ю запасную сотню в станицу Екатерининская. В октябре 1917 года был демобилизован в чине подхорунжего. Награждён тремя Георгиевскими крестами и Георгиевской медалью.
В январе 1918 года был мобилизован в ряды Добровольческой армии, где служил рядовым в сотне есаула Власова. В мае был направлен на должность командира сотни в формировавшийся Донской 6-й казачий полк на руднике Парамонова (ныне Новошахтинск). В августе 1919 года полк был передислоцирован под Царицын, а осенью – в район Лиски–Бирюч. Участвовал в боевых действиях против РККА, после разгрома Белой армии и отхода за Дон принимал участие в боевых действиях на новороссийском направлении, затем на Кубани в районе станицы Крымская.
В марте 1920 года в чине подъесаула со своей сотней перешел на сторону РККА, после чего был назначен на должность командира эскадрона 82-го кавалерийского полка (2-я кавалерийская бригада, 14-я Майкопская кавалерийская дивизия, 1-я Конная армия), в мае 1920 года – на должность командира 82-го кавалерийского полка, а в августе – на должность командира 2-й кавалерийской бригады. Принимал участие в боевых действиях в ходе советско-польской войны, а затем – против войск под командованием генерала П. Н. Врангеля. В бою в районе Рождественской разбил офицерский батальон противника, захватив пленных, а затем вывел свою бригаду из окружения. С декабря 1920 года воевал против войск под командованием Н. И. Махно. В январе 1921 года был назначен на должность командира 14-й кавалерийской дивизии вместо погибшего А. Я. Пархоменко.
За бои в 1920 году на польском и врангелевском фронтах был награждён двумя орденами Красного Знамени (1921, 1922).

### Межвоенное время
После окончания войны был направлен на учёбу и окончил Московские высшие военно-академические курсы; в июле 1922 года назначен на должность командира 2-й кавалерийской дивизии имени М. Ф. Блинова. Находясь на этой должности, в 1924 году принимал участие в ликвидации бандитских вооружённых формирований под командованием Подкумского и Беззубова.
С августа 1924 года исполнял должность инспектора кавалерии Северокавказского военного округа, а в декабре 1926 года был назначен на должность командира 7-й Туркестанской кавалерийской бригады (Среднеазиатский военный округ).
В 1929 году кавалерийское соединение под его командованием участвовало в борьбе с басмачеством на территории Таджикистана. 23 апреля 1929 года с двух самолётов был высажен небольшой десант (52 человека) во главе с комбригом Т. Т. Шапкиным и комиссаром А. Т. Фединым, который в ходе скоротечного боя освободил город Гарм от банды курбаши Фузайл Максума. В 1931 году бригада Шапкина приняла участие в ликвидации вооружённой группировки под предводительством курбаши Ибрагим-бека, при этом сам Ибрагим-бек был взят в плен. За отличия в боях с басмачеством награждён третьим орденом Красного Знамени (1929) и Орденом Трудового Красного Знамени Таджикской ССР (1931); приказом Реввоенсовета 1-й Конной армии в 1931 году был снят с учёта бывших белогвардейцев.
В ноябре 1933 года направлен на учёбу в Военную академию имени М. В. Фрунзе, после окончания которой в марте 1936 года был назначен на должность командира 3-й горно-кавалерийской дивизии (ОКДВА), в феврале 1938 года – на должность командира 20-й горно-кавалерийской дивизии (Среднеазиатский военный округ).
В 1938 году вступил в ряды ВКП(б).
В январе 1941 года был назначен на должность командира 4-го кавалерийского корпуса.

### Великая Отечественная война
С началом войны генерал-лейтенант Т. Т. Шапкин продолжил командовать корпусом, который в октябре 1942 года был включён в состав Резерва Ставки ВГК, а в ноябре – в состав 51-й армии (Сталинградский фронт), которая принимала участие в ходе контрнаступления под Сталинградом, а также при овладении станцией Абганерово. Подойдя к Котельниково, корпус оказался на направлении главного направления контрнаступления противника под командованием Эриха фон Манштейна, предпринятого для деблокады окружённой под Сталинградом группировки. Понеся большие потери, 4-й кавалерийский корпус дал время стянуть основные силы для отражения предпринятого контрудара.
В январе 1943 года корпус был включён в состав 2-й гвардейской армии, после чего участвовал в ходе Ростовской наступательной операции и освобождении Новочеркасска и Ростова-на-Дону.
В марте 1943 года тяжело заболел и 22 марта скончался в госпитале Ростова-на-Дону от кровоизлияния в мозг. Похоронен в Ростове-на-Дону.
За проявленную личную инициативу, умелое командование корпусом, смелые боевые действия его частей, способствовавшие быстрому продвижению главных сил армии и фронта в наступательных операциях 31 марта 1943 года был посмертно награждён орденом Кутузова 2-й степени.

## Воинские звания
- Комбриг (17.02.1936);
- комдив (13.02.1938);
- генерал-лейтенант (4.06.1940).

## Награды
Российская империя:
- Георгиевский крест 2-й, 3-й и 4-й степеней;
- Георгиевская медаль «За храбрость» 4-й степени;

СССР:
- Три ордена Красного Знамени (29.05.1921, 4.05.1922, 26.11.1930)[2];
- Орден Кутузова 2-й степени (31.03.1943, посмертно);
- Орден Трудового Красного Знамени Таджикской ССР (6.02.1932);
- Медаль «XX лет Рабоче-Крестьянской Красной Армии» (1938).

## Память
- Подробная экспозиция, посвящённая Т. Т. Шапкину, имеется в школьном краеведческом музее хутора Грушевка.
- На хуторе Семимаячном был создан краеведческий музей имени Т. Т. Шапкина, а также планируется установка памятника.